# Араповка (Вешкаймський район)
Араповка (рос. Араповка) — село в Вешкаймському районі Ульяновської області Російської Федерації.
Населення становить 73 особи. Входить до складу муніципального утворення Стемаське сільське поселення.

## Історія
Від 2004 року входить до складу муніципального утворення Стемаське сільське поселення.

## Населення
| 2010 |
| ---- |
| 73   |